# Leleti Khumalo
Leleti Khumalo, née le 30 mars 1970 dans le township de KwaMashu (près de Durban), est une actrice sud-africaine zoulou, principalement connue pour avoir joué dans le film et la pièce de théâtre Sarafina !.

## Biographie
Leleti Khumalo est également connue pour ses rôles dans des films tels que Hôtel Rwanda et Yesterday.
Elle a été mariée à l'acteur Mbongeni Ngema.

## Filmographie

### Actrice

#### Cinéma
- 1992 : Sarafina! : Sarafina
- 1995 : Pleure ô pays bien-aimé : Katie (en tant que Leleti Kumalo)
- 2004 : Hôtel Rwanda : Fedens
- 2004 : Yesterday : Yesterday Khumalo
- 2005 : Faith's Corner : Faith
- 2009 : Invictus : Mary
- 2010 : Africa United : Sister Ndebele
- 2010 : Hopeville : Flo
- 2011 : Winnie Mandela : Adelaide Tambo
- 2016 : Free State : Maria
- Date inconnue : Yefon

#### Télévision

##### Séries télévisées
- 2009 : Hopeville : Flo Raphoto
- 2015 : Uzalo : Zandile Mdletshe
- 2018 : Imbewu : Le Fruit du mensonge (en) : Nokubonga Bhengu (série télévisée)

### Parolière

#### Cinéma
- 1992 : Sarafina!